# آل حنشل (لودر)

تعديل مصدري - تعديل

آل حنشل هي إحدى قرى عزلة زارة بمديرية لودر التابعة لمحافظة أبين، بلغ تعداد سكانها 96 نسمة حسب تعداد اليمن لعام 2004.